# Гусаков (село)
Гусаков (укр. Гусаків, пол. Hussaków) — село в Шегининской сельской общине Яворовского района Львовской области Украины.
Население по переписи 2001 года составляло 526 человек. Занимает площадь 1,119 км². Почтовый индекс — 81353. Телефонный код — 3234.